# Pages
Pages（ページズ）は、Appleが開発している、macOS/iOS/iPadOS/visionOS用のワードプロセッサ及びページレイアウトアプリケーションソフトウェアである。2011年7月まで、KeynoteやNumbersと共に「iWork」という商品名でDVD-ROMがパッケージ販売されていたが、2011年8月以降Mac App Store及びApp Storeで単体としてダウンロード販売されていた。 また、2013年10月22日以降のMacおよびiPhoneやiPadの新規購入者に対しては無償提供されている。
2013年よりベータ版として提供されていたPages for iCloudが、2015年10月に正式にリリースされWebブラウザから無償で利用できる。

## 特徴
- Microsoft WordやAppleWorksのワープロ機能などで作成した書類を読み書きできる。PDFやリッチテキスト、ePubなどへの書き出し機能をそなえる。
- ページレイアウトモードとワープロモードを切り替えて使うことができ、直感的なレイアウトができる。
- あらかじめ多数のテンプレートが用意されており、テンプレート内の画像やテキストを変更することによって、簡単に美しい書類を作成することができる。
- 表計算や3Dグラフ表示、写真のレタッチ、ベジェ曲線や図形の描画機能なども実装しており、ワープロ・ページレイアウトソフトとしては強力な描画機能を持っている。
- Pages 8.0及びiOS向けPages 5.0, Pages for iCloud March 2019から縦書きに対応している[2]。

## 対応言語
日本語、アラビア語、イタリア語、インドネシア語、ウクライナ語、オランダ語、カタロニア語、ギリシャ語、クロアチア語、スウェーデン語、スペイン語、スロバキア語、タイ語、チェコ語、デンマーク語、トルコ語、ドイツ語、ノルウェー語(ブークモール)、ハンガリー語、フィンランド語、フランス語、ヘブライ、ベトナム語、ポルトガル語、ポーランド語、マレー語、ルーマニア語、ロシア語、簡体字中国語、繁体字中国語、英語、韓国語

## 歴史
- 2005年
  - 1月12日 - 「Pages 1.0」発表[4]。
  - 2月 - 「iWork '05」の一部として、「Pages 1.0」販売開始。
- 2006年1月10日 - 「iWork '06」の一部として、「Pages 2.0」の販売開始[5]。
- 2007年8月7日 - 「iWork '08」の一部として、「Pages 3.0」の販売開始[6]。
- 2009年1月7日 - 「iWork '09」の一部として、「Pages 4.0」の販売開始、オンラインド共同制作対応のiWork.comパブリックベータ開始[7]。
- 2010年4月3日 - iWork for iPadのラインナップの一つとして「Pages(1.0)」の販売開始。
- 2011年
  - 5月31日 - iPad版がユニバーサルアプリケーション化し、iPhone、iPod touchにも対応。
  - 7月20日 - Mac OS X Lionのリリースに合わせ、オートセーブやバージョン等Lionの新機能へ対応する「Pages 4.1」の販売開始。
- 2012年
  - 7月24日 - Pages 4.2リリース。OS X Mountain Lionの、iCloud、音声入力、Retina ディスプレイのサポート追加[8]。
  - 12月4日 - Pages 4.3リリース[9]。
- 2013年10月22日 - UIを刷新したOS X版「Pages 5.0」とiOS版「Pages 2.0」の提供開始。以降、新規Mac, iOS機器ユーザに対しては無償で提供される。
- 2014年1月23日 - Pages 5.1リリース。
- 2015年1月8日 - Pages 5.5.2リリース。
- 2016年
  - 5月10日 - Pages 5.6.2リリース。
  - 9月13日 - iOS 10のリリースに合わせ全面的な刷新により新機能へ対応、以降に販売されるiPhone, iPadへの無償添付・無償アップグレードを発表し、以前のユーザへは、iOS向けPages 3.0（￥1,200）の販売を開始。
    - リアルタイムで共同制作（ベータ版機能）
      - Mac、iPad、iPhone、およびiCloud.com上のPagesでほかのユーザと同時に書類を編集
      - 書類を公開してまたは特定の人と共有
      - 同じ書類で作業しているユーザを表示
      - 編集中の参加者のカーソルを表示

    - 12.9インチiPad Proのディスプレイの利点を引き出す新しいフォーマットパネル
    - ダウンロードの改善 – 作業時にのみiCloudから書類をダウンロード
    - Pages ’05の書類を開いて編集
    - Wide Gamutイメージをサポート
    - キーボード操作の強化とキーボードショートカットの追加

  - 9月20日 - macOS Sierraのリリースに合わせPages 6.0リリース。上記iOS向けPages 3.0同様の新機能へ対応。
- 2017年
  - 3月27日 - macOS Sierra向けPages 6.1、iOS 10向けPages 3.1リリース。
  - 6月13日 - macOS Sierra向けPages 6.2、iOS 10向けPages 3.2リリース。
  - 9月19日
    - macOS Sierra向けPages 6.3
    - iOS 11向けPages 3.3リリース
      - 書類マネージャのデザイン変更により、iCloud Drive等に保存されたファイルへのアクセス改善
      - iPadで、Pagesとその他のAppとの間でテキストや画像などをドラッグ＆ドロップ対応
      - iPadで、Slide Over、Split View、新しいDockで、作業効率的改善
      - ファイルAppでの迅速な書類アクセス
      - “結合”、“交差”、“減算”、“除外”コマンドを使用して、新しい図形を作成可能に
      - “配置”、“均等に配置”、“垂直方向に反転”、“水平方向に反転”コマンドでのすばやい並べ替え
      - 図形ライブラリからの複雑な図形向けに“分割”コマンドがサポート
      - トリプル・タップ・ジェスチャでテキストの段落を選択可能に
      - PDF書き出しの改善により、書類の目次をPDFビューアAppのサイドバーに表示できる
      - パフォーマンスおよび安定性が向上
- 2018年
  - 3月27日
    - macOS Sierra向けPages 7.0リリース
    - iOS 11向けPages 4.0リリース
    - Pages for iCloud March 2018リリース

  - 6月15日
    - macOS Sierra向けPages 7.1リリース
    - iOS 11向けPages 4.1リリース
      - Apple Pencilで選択とスクロールを行えるオプションが追加

    - Pages for iCloud June 2018リリース

  - 9月17日
    - macOS High Sierra向けPages 7.2リリース
    - iOS 12向けPages 4.2リリース
    - Pages for iCloud September 2018リリース

  - 11月7日
    - macOS High Sierra向けPages 7.3リリース
      - PDF書き出しの改善

    - iOS 11向けPages 4.3リリース
      - Apple Booksへの直接公開対応

    - Pages for iCloud November 2018リリース
      - Apple Booksへの直接公開対応
- 2019年
  - 3月29日
    - macOS High Sierra向けPages 8.0リリース
      - 縦書き対応（日本語、中国語、韓国語）
      - 共同制作対応の向上

    - iOS 11向けPages 5.0リリース
    - Pages for iCloud March 2019リリース

  - 6月25日
    - macOS High Sierra向けPages 8.1リリース
    - iOS 11向けPages 5.1リリース
    - Pages for iCloud June 2019リリース[3]

  - 10月1日
    - macOS Mojave向けPages 8.2リリース
      - 新規書類でのデフォルトのフォントとフォントサイズ設定に対応
      - HEVC形式のムービーへの対応
      - 新しいメニューコマンドで、特定のページにジャンプに対応
      - オーディオ、ビデオ、および描画にアクセシビリティの説明を追加
      - 書き出されたPDFのアクセシビリティ改善

    - iOS 12向けPages 5.2リリース
      - 新規書類でのデフォルトのフォントとフォントサイズ設定に対応
      - App Storeからインストールしたカスタムフォントの利用
      - オーディオ、ビデオ、および描画にアクセシビリティの説明を追加
      - 書き出されたPDFのアクセシビリティの改善
      - HEVC形式のムービーに対応
      - ハードウェアキーボードでShiftキーまたはCommandキーを押して、複数のオブジェクトを選択

    - iOS 13/iPadOS 13向け機能
      - ダークモードに対応
      - iPadOSで、複数のスペースやSplit Viewに対応
      - テキスト編集やナビゲーションジェスチャに対応
      - 書類全体のスクリーンショットをキャプチャでマークアップし、PDFとして簡単に共有
      - USBドライブ、外部ハード・ドライブ、またはファイルサーバのファイルへのアクセス
      - VoiceOverを使用して、グラフの音声表現を聞く

  - 11月14日
    - macOS Mojave向けPages 8.2.1リリース
    - iOS 12向けPages 5.2.1リリース
- 2020年
  - 3月31日
    - macOS Mojave, iOS/iPadOS向けPages 10.0リリース
      - macOS Catalina 10.15.4及び iOS/iPadOS 13.4では、iCloud Driveでの共同作業を自動開始
      - 共有書類をオフラインで編集した場合、オンラインになると編集内容が自動でアップロードされる
      - テンプレートセレクタの刷新
      - コメント対応などPDF出力の強化
      - 編集可能な新しい図形の追加

    - Pages for iCloud March 2020リリース[3]

  - 7月9日
    - macOS Mojave, iOS/iPadOS向けPages 10.1リリース

  - 9月22日
    - macOS Catalina, iOS/iPadOS 13.1向けPages 10.2リリース

  - 11月12日
    - macOS Catalina, iOS/iPadOS 13.1向けPages 10.3.5リリース
      - macOS Big Surに対応
      - 安定性およびパフォーマンスの向上

- 2021年
  - 1月14日
    - macOS Catalina, iOS/iPadOS 13.1向けPages 10.3.5リリース
      - 安定性およびパフォーマンスの向上

  - 3月23日
    - macOS Catalina, iOS/iPadOS 13.1向けPages 11.0リリース
      - メディアブラウザで、検索オプション強化、“最近の項目”、“ポートレート”、“Live Photos”などコンテンツカテゴリを追加
      - 表のセル、テキストオブジェクト、および図形に電話番号のリンクを追加可能になる
      - AppleScriptで、書類のパスワードを変更したり、パスワードで保護された書類を開くことを可能になる

  - 6月1日
    - macOS Catalina, iOS/iPadOS 13.1向けPages 11.1リリース
      - オブジェクト（形、線、イメージ、描画、テキストボックス）から、Webページ、メールアドレス、電話番号へリンク可能に
      - “スクールワーク” AppでKeynoteにアクティビティを割り当てると、単語数や費やされた時間などの生徒の進捗状況を表示する

  - 9月28日
    - macOS Big Sur, iOS/iPadOS 14向けPages 11.2、Pages for iCloud September 2021リリース[3]
      - レーダーグラフ作成ツールの追加
      - iPhoneでのスクリーンビューで、表示の自動最適化
      - iPhoneでのクイック・フォーマット・バーで編集の迅速化
- 2021年
  - 10月25日
    - macOS Monterey, iOS/iPadOS 15向けPages 12.2、Pages for iCloud October 2022リリース[3]
      - アクティビティ表示で、共有書類の最近の変更を表示、通知
      - macOS Ventura、iOS/iPadOS 16以降
        - メッセージで書類を共有、共有書類からメッセージやFaceTimeができる
        - イメージの背景を自動的に削除して被写体を分離できる
        - iPadのステージマネージャでの複数の書類にまたがった作業対応

      - ライブビデオの背景の削除・置き換えができる
      - カラー、線、数値の書式のコントロール追加
- 2023
  - 3月30日
    - macOS Monterey 12.3, iOS/iPadOS 15.4向けPages 13.0、Pages for iCloud March 2023リリース[3]

  - 6月13日
    - macOS Monterey 12.3, iOS/iPadOS 15.4向けPages 13.1、Pages for iCloud June 2023リリース[3]
      - メモ (アプリ)での記述に対応
      - SVG対応
      - 棒・面グラフに集計サマリーラベル表示
      - 画像ファイルとしての書き出し対応

  - 9月21日
    - macOS Ventura, iOS/iPadOS 16向けPages 13.2リリース
      - USDZフォーマットの3Dオブジェクト対応
      - 入力中に予測候補表示
      - FaceTimeで共有書類、共同作業対応
- 2024年
  - 4月2日
    - macOS Ventura, iOS 16/iPadOS 16/visionOS 1.0向けPages 14.0、Pages for iCloud April 2024リリース[3]
      - Commandキーを押したままにして、離れている単語、文、段落を選択
      - ほかの人が初めて共同作業書類に参加したときに通知
      - iPhoneやiPadで撮影したHEIC写真を追加時、ファイル形式と最高品質を維持
      - 安定性の向上、パフォーマンスの改善

  - 6月10日
    - macOS Ventura, iOS 16/iPadOS 16/visionOS 1.0向けPages 14.1リリース

  - 9月17日
    - macOS Sonoma, iOS 17/iPadOS 17/visionOS 2.0向けPages 14.2、Pages for iCloud September 2024リリース

  - 12月12日
    - Apple Intelligenceを必須（macOS Sequoia 15.2, iOS 18.2, iPad OS 18.2が必要）とする新機能を搭載したPages 14.3リリース
      - 作文ツールで、書類内の文章を校正、書き直し、要約、および作成
      - Image Playgroundで、書類内にオリジナルの画像を作成
      - SiriでChatGPTを使用し、書類内容に関する質問に答えてもらう
- 2025年
  - 4月4日
    - Pages for iCloud April 2025リリース[3]
    - Apple Intelligenceを必須（macOS Sequoia 15.4, iOS 18.4, iPad OS 18.4が必要）とする新機能を搭載したPages 14.4リリース
      - 書類内で直接作文ツールを使用してテキストを編集
      - さらに容易に、文書作成書類にページを追加できる
      - ショートカットを使用して書類を別のフォーマットに書き出せる
      - フリーボードでのコピー&ペーストの改善

## macOS版のバージョン
| バージョン No. | 対応macOS | リリース日     | 備考 |
| -------------- | --------- | -------------- | --- |
| 1.0            | 10.3.6    | 2005年2月      | 最初のリリース。 |
| 1.0.1          | 10.3.6    | 2005年3月17日  | |
| 1.0.2          | 10.3.6    | 2005年5月25日  | |
| 2.0            | 10.3.9    | 2006年1月10日  | テンプレート追加。「テーブル計算」と「画像マスキング」の機能追加。 |
| 2.0.1          | 10.3.9    | 2006年4月26日  | |
| 2.0.1v2        | 10.3.9    | 2006年5月1日   | |
| 3.0            | 10.4.10   | 2007年8月7日   | |
| 3.0.1          | 10.4.10   | 2007年9月27日  | Office Open XMLに対応 |
| 3.0.2          | 10.4.10   | 2008年1月29日  | |
| 4.0            | 10.4.11   | 2009年1月6日   | フルスクリーン表示、アウトラインモードを追加。EndNoteおよびMathTypeとの連係機能を追加。 |
| 4.0.1          | 10.5.6    | 2009年3月26日  | |
| 4.0.2          | 10.5.6    | 2009年5月29日  | |
| 4.0.3          | 10.5.6    | 2009年9月29日  | |
| 4.0.4          | 10.5.6    | 2010年8月27日  | |
| 4.0.5          | 10.5.6    | 2011年1月5日   | |
| 4.1            | 10.6.6    | 2011年7月20日  | Mac OS X Lionに合わせ、フルスクリーン、オートセーブやバージョン等の新機能へ対応 |
| 4.2            | 10.7.4    | 2012年7月25日  | |
| 4.3            | 10.7.4    | 2012年12月4日  | Pages for iOS 1.7に対応 |
| 5.0            | 10.9      | 2013年10月22日 | iCloudを通してMacやiOS機器との間でファイル同期が可能になる |
| 5.0.1          | 10.9      | 2013年11月21日 | ツールバーカスタマイズ強化、ガイドの表示改善 |
| 5.1            | 10.9      | 2014年1月24日  | 縦方向のルーラ、パスワードで保護された書類の扱い改善、セキュリティアップデート等 |
| 5.2            | 10.9      | 2014年4月1日   | スタイルのコピーアンドペースト改善、表示のみの共有対応 |
| 5.2.2          | 10.9      |                | |
| 5.5            | 10.10     | 2014年10月16日 | OS X Yosemiteへ合わせたデザイン、Handoff、 iCloud Driveのサポート等 |
| 5.5.1          | 10.10     |                | 安定性とパフォーマンスの向上 |
| 5.5.2          | 10.10     |                | 安定性とパフォーマンスの向上 |
| 5.5.3          | 10.10     |                | 安定性とパフォーマンスの向上 |
| 5.6.1          | 10.10.4   | 2015年11月11日 | OS X El CapitanのSplit Viewに対応、安定性およびパフォーマンスの向上等 |
| 5.6.2          | 10.10.4   | 2016年5月10日  | 安定性の向上と問題の修正 |
| 6.0            | 10.11.6   | 2016年9月20日  | リアルタイムで共同制作（ベータ版）、Pages ’05の書類を開いて編集、Wide Gamutイメージをサポート |
| 6.0.5          | 10.11.6   | 2016年10月27日 | Touch Barのサポート、安定性とパフォーマンスの向上 |
| 6.1            | 10.12     | 2017年3月27日  | パスワード付きファイルへのTouch IDのサポート、安定性とパフォーマンスの向上 |
| 6.1.1          | 10.12     |                | 安定性とパフォーマンスの向上 |
| 6.2            | 10.12     | 2017年6月13日  | コメントでスレッド形式の会話、テキストボックス間リンクでテキスト移動、自動修正オプション強化 |
| 6.3            | 10.12     | 2017年9月19日  | 目次をPDFビューアのサイドビューに表示出来るように書き出し機能改善、安定性とパフォーマンスの向上 |
| 6.3.1          | 10.12     | 2017年11月9日  | 安定性とパフォーマンスの向上 |
| 7.0            | 10.12     | 2018年3月27日  | iBooksオーサリング対応、Boxでのリアルタイム共同制作対応 |
| 7.1            | 10.12     | 2018年6月15日  | LaTexとMathML形式のサポート、図形とテキストボックスでのテキスト変更のトラッキング、新しい図形の追加、アラビア語とヘブライ語のサポート強化 |
| 7.2            | 10.13     | 2018年9月17日  | macOS MojaveとiOS 12間での連携カメラのサポート、図形の編集強化、macOS Mojaveのダークモードのサポート、安定性とパフォーマンスの向上 |
| 7.3            | 10.13     | 2018年11月7日  | PDF書き出しの改善、安定性およびパフォーマンスの向上 |
| 8.0            | 10.13     | 2019年3月29日  | 縦書きに対応（日本語、中国語、韓国語）、iCloudでの共同制作の対応向上 |
| 8.1            | 10.13     | 2019年6月25日  | イメージでテキストのスタイルを設定、ページレイアウト書類で他のページへリンク、ページやセクション自体を書類を跨いでコピー&ペースト、テキストボックス内へオブジェクトを配置して丸ごと移動可能、マスターページ再適応でスタイルを戻す、など機能の強化                                                |
| 8.2            | 10.14     | 2019年10月1日  | |
| 8.2.1          | 10.14     | 2019年11月14日 | |
| 10.0           | 10.14     | 2020年3月31日  | iCloudでの共同制作の自動保存など対応向上、iOS/iPadOS版とバージョン番号の統一 |
| 10.1           | 10.14     | 2020年7月9日   | |
| 10.2           | 10.15     | 2020年9月22日  | |
| 10.3.5         | 10.15     | 2020年11月12日 | macOS Big Sur対応 |
| 10.3.9         | 10.15     | 2021年1月14日  | 安定性およびパフォーマンスの向上 |
| 11.0           | 10.15     | 2021年3月23日  | - メディアブラウザで、検索オプション強化、“最近の項目”、“ポートレート”、“Live Photos”などコンテンツカテゴリを追加 - 表のセル、テキストオブジェクト、および図形に電話番号のリンクを追加可能になる - AppleScriptで、書類のパスワードを変更したり、パスワードで保護された書類を開くことを可能になる |
| 11.1           | 10.15     | 2021年6月1日   | オブジェクト（形、線、イメージ、描画、テキストボックス）から、Webページ、メールアドレス、電話番号へリンク可能に |
| 11.2           | 11.0      | 2021年9月28日  | 翻訳などmacOS Monterey対応機能追加、レーダーグラフ作成ツールの追加 |
| 12.0           | 11.0      | 2022年4月7日   | - 最大2GBまでのより大きなファイルサイズに対応、Apple Booksに直接公開できる - macOS Montereyのショートカット対応 - VoiceOverでのコメントを読み上げ、変更のトラッキング対応 |
| 12.1           | 11.0      | 2022年6月21日  | - 差し込み印刷の機能強化 - 新しいテンプレート追加 - Textファイル書き出し機能追加 |
| 12.2           | 12.0      | 2022年10月25日 | macOS Monterey以降対応 |
| 12.2.1         | 12.0      | 2022年11月29日 | |
| 13.0           | 12.3      | 2023年3月30日  | |
| 13.1           | 12.3      | 2023年6月13日  | |
| 13.2           | 13.0      | 2023年9月21日  | macOS Ventura以降対応 |
| 14.0           | 13.0      | 2024年4月2日   | |
| 14.1           | 13.0      | 2024年6月10日  | - 英語で入力中の単語や語句を補完する予測候補のインライン表示 |
| 14.2           | 14.0      | 2024年9月17日  | macOS Sonoma以降対応 - バグ修正、パフォーマンスの改善 |
| 14.3           | 14.0      | 2024年12月12日 | macOS Sequoia 15.2のApple Intelligenceを活かす機能搭載 |
| 14.4           | 14.0      | 2024年4月3日   | macOS Sequoia 15.4のApple Intelligenceを活かす機能搭載 |